# Buzola

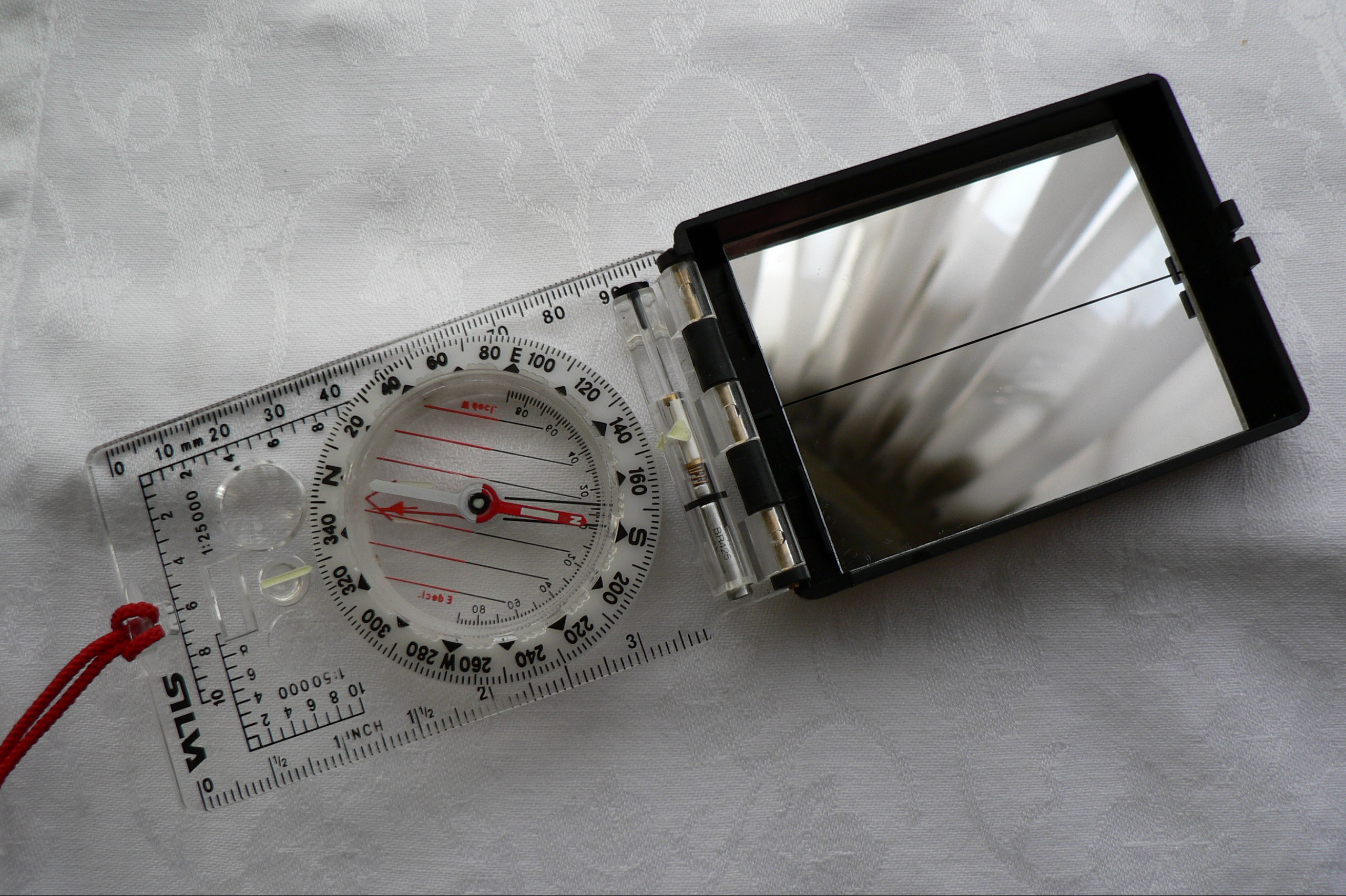
Busola s průzorem a zrcátkem.

Busola (hovorově a slovensky buzola) je jednoduchý přístroj pro orientaci a navigaci v terénu. Základem busoly je kompas k určování světových stran doplněný otočným úhloměrem k měření azimutu. První busolu (konkrétně kapalinový kompas) sestrojil český vynálezce Josef Ressel.

## Typy

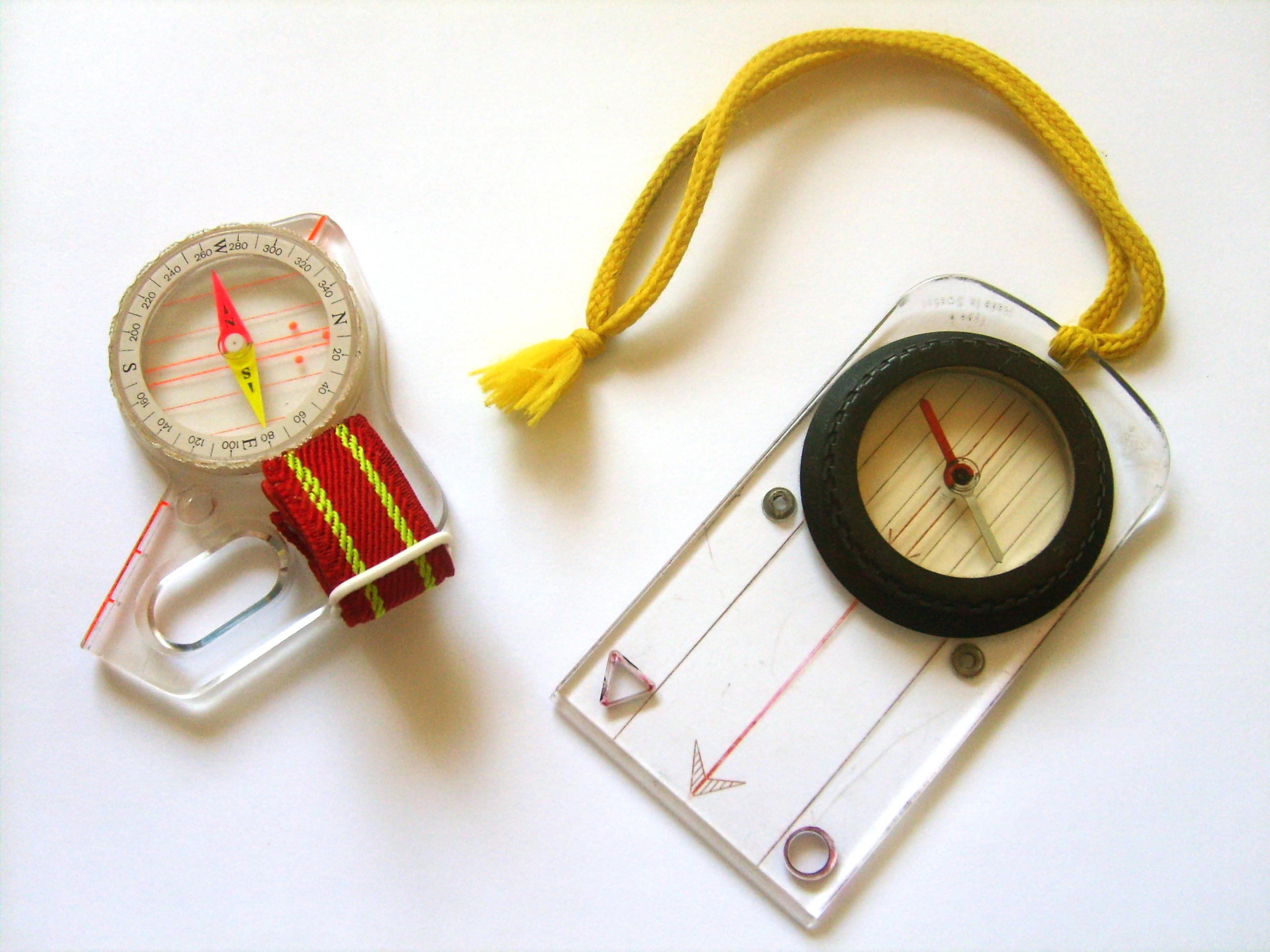
Busoly pro orientační běh. Palcová busola je na levou ruku. Busola se šňůrkou nemá stupnici.

Běžná, univerzální busola má otočný kompas upevněný na průhledné plastové destičce a případně je doplněna výklopným zrcátkem. Kromě toho existují i speciální busoly či kompasy pro specifické použití.
Speciální busoly se používají na orientační běh a další orientační sporty, kde je kladen důraz na rychlé ustálení střelky kompasu. Specializovaná busola má úchyt na palec, který zároveň přidržuje mapu, a postrádá azimutální stupnici, azimut se přenáší z mapy do terénu přímo, bez odečítání stupňové hodnoty.
Ve vojenství jsou busoly konstruovány s ohledem na odolnost a často používají jiné dělení obzoru než azimutové stupně, například 6 400 mils v NATO, původně používané pro zaměřování cílů dělostřelectva a odvozené od miliradiánů, tisícin radiánu.
Speciální busoly také používají geodeti a kartografové, které mají precizní provedení s optickým zaměřovačem a přesností 0,5°. Kromě dělení azimutu na 360° používají i dělení na 400 gradů (400 gon).
Geologický kompas má stupně rostoucí od severu proti směru hodinových ručiček. Tj. sever je nahoře, jih je dole, ale východ (90°) je vlevo a západ (270°) vpravo. Kompas je napevno připevněný k destičce; severo-jižní osa kompasu je rovnoběžná s delší stranou destičky, proto orientaci svislé nebo šikmé skalní stěny (řekněme "azimut") ukazuje severní část střelky přímo na stupnici kompasu v rozmezí 0°-180°.

## Funkční součásti

### Kompas

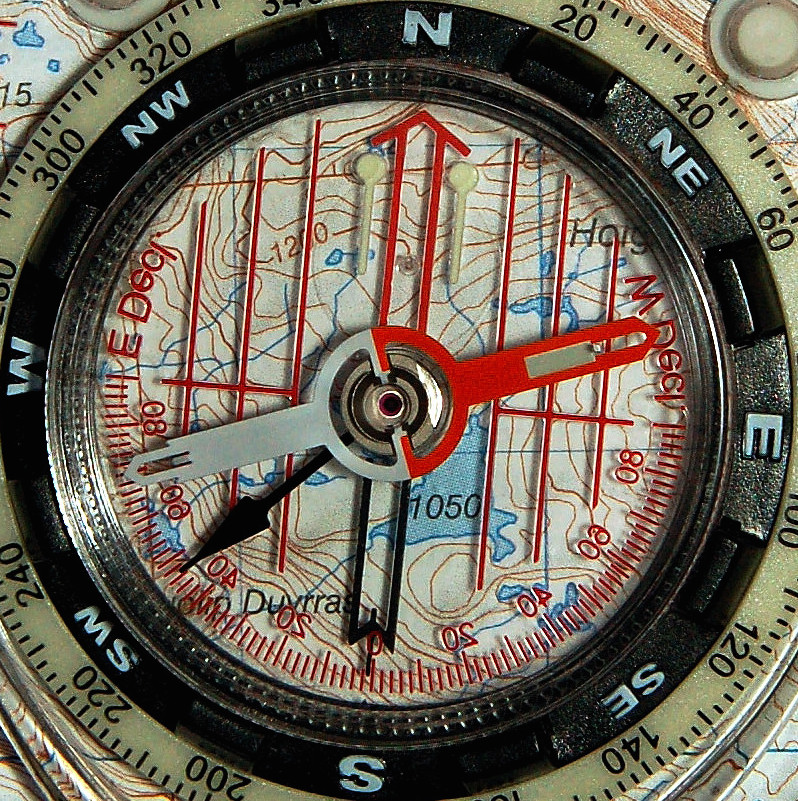
Kompas busoly s nastavitelnou deklinací

Základem busoly je kompas, který svou střelkou ukazuje na severní magnetický pól Země. Střelka musí být vyvážena podle magnetické inklinace oblasti, ve které bude používána. Pro optimální funkci střelky mají kvalitní busoly její osu uloženou do obvykle safírových ložisek a pouzdro naplněné kapalinou, která zpomaluje pohyb střelky a tím urychluje její ustálení.
Ve spodní části otočného pouzdra kompasu je branka, značka, kam se umisťuje střelka natočením busoly při jejím používání. Kromě branky zde může být i stupnice magnetické deklinace, která usnadňuje se znalostí aktuální magnetické deklinace pro danou geografickou polohu určení skutečného (geografického) severu. Některé busoly umožňují nastavení korekce deklinace pootočením branky. Pro přibližnou orientaci (s odchylkou v řádu několika málo stupňů) v oblasti střední Evropy lze deklinaci pominout.

### Otočný úhloměr

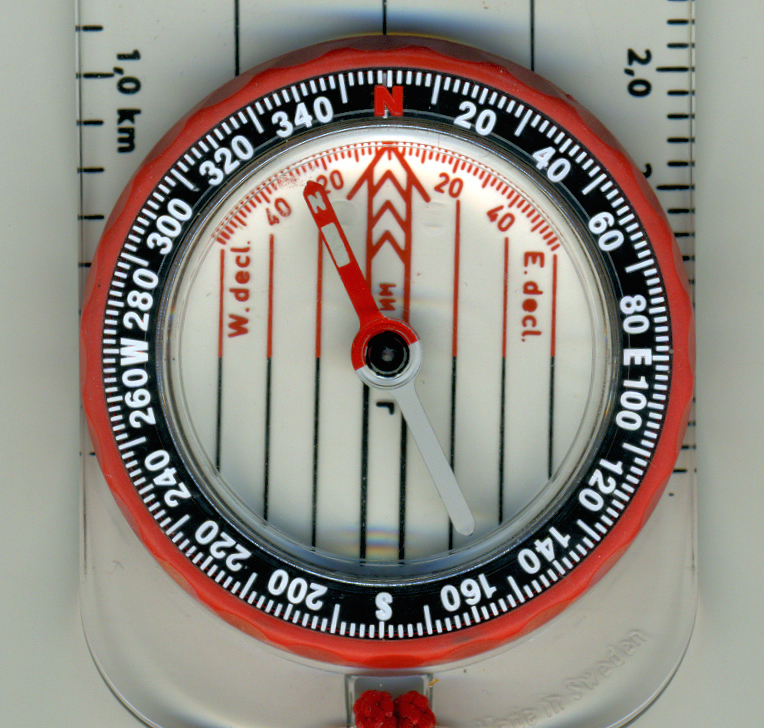
Kotouč s vnější azimutovou stupnicí, vnitřní pro magnetickou deklinaci a rovnoběžnými ryskami

Otočné pouzdro kompasu je opatřeno úhlovou stupnicí, na které lze odečíst úhel, které svírají rysky na otočném kotouči s hranou pevné destičky busoly. Azimut se měří tak, že se tělo busoly natočí ve směru od startovního do cílového bodu a kotouč pootočí tak, aby rysky směřovaly na sever.
V mapě se rysky srovnávají s poledníky, které jsou na ní vyznačené, a hrana destičky se spojnicí startu a cíle. V terénu se určuje azimut obdobně, ale kotouč je třeba nasměrovat dle kompasové střelky a destička busoly směřuje k danému cíli (orientačnímu bodu v terénu). Tímto způsobem lze určit směr pohybu v terénu dle požadovaného azimutu (například zjištěného v mapě) nebo naopak změřit azimut orientačního bodu v terénu.
Při přenosu azimutu mezi mapou a terénem je třeba zohlednit magnetickou deklinaci. Některé busoly umožňují kalibraci otočného kotouče pro její korekci.

### Průzor a zrcadlo
Pro přesnější určení azimutu v terénu jsou některé busoly opatřeny průzorovým hledáčkem a výklopným zrcátkem s ryskou. Hledáček umožňuje přesněji zaměřit cílový bod v terénu a zrcadlo současně při zaměřování kontrolovat udržení střelky v brance, tedy správné natočení otočného kotouče.

### Doplňkové prvky
Busola také bývá na hranách opatřena pravítky pro odčítání vzdáleností v mapách různých měřítek. K dalším obvyklým součástem patří zvětšovací lupa a šablony pro vyznačování míst v mapě. Busoly také bývají opatřeny popruhem k zavěšení kolem krku a fosforescenčními prvky k použití za tmy.